# Sokela Mangoumbel
Sokela Mangoumbel, coniugata Dietz (Nantes, 23 aprile 1911 – Draveil, 4 giugno 1995), è stata una cestista francese.

## Carriera
Giocatrice dell'A.S. Préfecture de la Seine, con la Francia disputò i Campionati europei del 1938.